# Франсоа II (Бретан)
Франсоа II дьо Дрьо (на френски: François II, на бретонски: Frañsez II; * 23 юни 1433, замък на Клисон, Кралство Франция; † 9 септември 1488, замък на Куерон, пак там) е херцог на Бретан, граф на Монфор-Л’Амори и граф на Ричмънд от 1458 г., господар на Гудан, Шатор, Клисон и Есар, граф д’Етам (1438 – 1478), граф дьо Вертю от Дом дьо Дрьо-Дом Монфор-л’Амори.

## Произход
Той е най-голям син на Ришар (* 1395, † 1438), граф на Етамп (1421 – 1438), и Маргарита Орлеанска (* 1406, † 1466), графиня на Вертю ан Шампан, дъщеря на херцог Луи І Орлеански и Валентина Висконти. Има един брат и пет сестри:
- Мария (* 1424, †1477), игуменка на Фонтевро
- Изабела (* 1426, † 1438)
- Катерина (* 1428, † пр. 1476), съпруга на Гийом VII дьо Шалон-Арле, принц на Оранж
- брат (*/† 1436)
- Маргарита (* 1437, † пр. 1466), монахиня
- Мадалена († 1461), монахиня.

## Биография

### Ранни години и наследяване
Франсоа живее скромно поради ниските доходи на семейството си, лишено от Графство Етамп. Останала вдовица, майка му отива да живее с децата си в семейството си по бащина линия в замъка Блоа.
През 1450 г., след убийството на Жил – най-малък брат на херцог Франсоа I, херцогът вижда назряващия династичен проблем: той е много болен и няма син, неговият брат и наследник Пиер не дава надежда да има, а вторият по наследство, старият конетабъл на Ришмон Артур няма законни наследници.
Редът за наследяване на трона на Бретан е променен от Първия договор от Геранд през 1365 г. За да избегне всякакъв спор или дори нова криза при наследяването, херцог Франсоа I решава да ожени братовчед си Франсоа за най-голямата си дъщеря Маргьорит, наследница според традицията преди договора от Геранд. Това не попречва на краля на Шотландия, Джеймс I Стюарт (тъст на Франсоа I), да защитава правата на внучките си Мария и Маргьорит върху трона на Бретан. Поради това Франсоа Етампски е призован в двора на Бретан от новия херцог Пиер II. Пиер взема предпазни мерки, като кара Франсоа да подпише ангажимента за спазване на правилата за наследяване, произтичащи от договора от Геранд, за да не го изкуши да претендира за херцогството, приживе, от страна на неговата годеница Маргьорит.
За да избегне по-късни спорове, Пиер II получава и одобрението на крал Шарл VII и на херцог Шарл Орлеански (чичо на Франсоа). И накрая, той регистрира разпоредбите за наследяване на завещанието на брат си Франсоа I в Щатите, които свиква във Ван през ноември 1456 г. за да ги запознае и с двамата млади принцове, сгодени на място и венчани три дни по-късно. След това Пиер II изпраща Франсоа обратно в Блоа, но умира на следващата година. Почитаемият и енергичен конетабъл на Ришмон е този, който взема херцогската корона под името Артур III, но и той умира – през 1458 г. След това младият граф на Етамп напуска Блоа с майка си, за да се присъедини към Бретан, започвайки с Рен, за да бъде инвестиран там според традицията. Местният епископ му дава кралската корона с високи цветчета и голият меч на херцозите на Бретан. После се връща в долината на Лоара, в Монбазон, при краля.

### Почит (омаж) към краля
За Бретан и графствата Монфор, Етамп и Вертю Франсоа II трябва да отдаде почит (омаж) на краля на Франция през 1459 г. Така той прави, подобно на своите предшественици от Войната за бретанското наследство, обикновен омаж, а не от името на Бретан, като се има предвид, че Бретан не е поданик на Кралство Франция. Церемонията, четвъртата за няколко години, както обикновено е нарушена от кавга между канцлерите относно носенето на меча от страна на херцога в присъствието на краля, както и омажа, поискан от френския канцлер Жувенал дьо Урсен и славния Дюноа. Бретанският канцлер Гийом Шовен подкрепя младия херцог Франсоа II, който присъства на същата дипломатическа надпревара няколко месеца по-рано между Шарл VII и Артур III, и който се придържа към същите условия, макар и по-малко рязко. Шарл VII се намесва, за да приеме най-накрая обикновения омаж на Франсоа, който е прав, а не коленичил, и с меч до него. А на омажа като пер на Франция, поискана от Жувенал дьо Урсен, Франсоа II хитро отговаря, че не го отдава, тъй като не е обсъдил това със своя съвет, и кралят възпира своя канцлер, така че празненствата да продължат безпроблемно.
Вторият омаж, който Франсоа оказва на краля, е т. нар. hommage lige – особена форма на омаж, който задължава васала, който го оказва, по-тясно спрямо сюзерена, отколкото обикновеният омаж. В конкретния случай омажът е ограничен до владенията, които херцогът има извън Бретан, тоест Монфор-л'Амори, Етамп и други земи. Обикновеният омаж обаче не се признава като такъв от краля на Франция; направено е изключение за Артур III, херцог на Бретан, конетабъл на Франция в продължение на четвърт век, стар приятел и брат по оръжие на своя крал, който е приел обикновения му омаж за такъв на лейтенант (наместник).

### Управление на Бретан
Пред Ван, избран за административна столица и основна резиденция на херцозите Жан IV, Жан V, Франсоа I и Пиер II, Франсоа II предпочита голямото търговско пристанище Нант на река Лоара, където е отгледан и е по-близо до главните комуникационни пътища. Той премества двора си там, както и администрацията си, и основава там университет през 1459 г.
Франсоа II не се интересува много от държавните дела. Той рядко присъства на Херцогския съвет, който е правителството на Херцогство Бретан: между 1459 и 1463 г. той присъства само три пъти и се задоволява да бъде в крак с решенията на своите сътрудници като канцлерът Гийом Шовен, след това генералният ковчежник Пиер Ланде, всевластен от 1481 до 1485 г. – сътрудници, които той оставя да управляват. Той се оплаква от времето, прекарано в подписване на административни документи. Бретанският хронист Ален Бушар го описва като слаб като личност и още по-слаб в разбирането си.
Франнсоа II предпочита хубавия живот на велик господар на своето време, прекарвайки по-голямата част от свободното си време в лов, игри и със своята официална фаворитка Антоанета дьо Менеле, която познава от двора на Франция. Когато толкова много принцове от епохата носят войнствени или претенциозни девизи, той нарежда следното мото да бъде гравирано върху едно от неговите бижута: „Няма съкровище освен ликуване“ (Il n'est de trésor que de liesse).
Подранил ренесансов принц, Франсоа II прави големи строителни работи, придали на замъка на херцозите на Бретан по-голямата част от сегашния му вид. Смъртта на майка му му оставя зестра – Сеньория Клисон, от чийто замък той прави една от любимите си резиденции.

### Политика на независимост и конфликти с краля на Франция
Загрижен да утвърди и да запази най-голямата автономия в своето херцогство, Франсоа II, подобно на други големи феодали, се противопоставя на кралската власт, която се засилва чрез елиминирането на англичаните от континента. Тази политика е видна в участието на Франсоа II във войни и маневри като Лигата на общественото благо през 1465 г. и Безумната война през 1485 – 1488 г., които обединяват няколко велики князе срещу Луи XI и неговата агресивна политика. След това и по време на регентството на Ан дьо Божьо, докато е малолетен Шарл VIII. Кралство Франция е в процес на елиминиране и интегриране на големите княжества, които дотогава смекчават кралската власт. През втората половина на XV век владенията на Плантагенетите (Нормандия, Гиен и др.), на херцозите на Бургундия, на Анжу-Прованс и след това на Бретан изчезват.
Франсоа II от своя страна продължава политиката на Дом Монфор, който по време на Стогодишната война се опитва да запази неутралитета на херцогството между английската и френската страна, без да се обвързват лично, чрез омаж, с един или другият от двамата съперничещи суверени.
Той няколко пъти влиза в конфликт с краля на Франция (отказ от кралската администрация, участие във враждебни на краля на Франция съюзи). Въпреки че е поканен, не присъства на коронацията на Луи XI в Реймс, отказва огърлицата на Ордена на Свети Михаил, предложена му от Луи XI (и ограниченията на подчинение, които това би означавало). През 1488 г. създава рицарския Ордена на хермелина и житния клас чрез присъединяване на Ордена на хермелина, създаден от Жан IV през 1381 г., към Ордена на „Ухото“. Тези ордени са премахнати, когато херцогството е анексирано от Франция през 1532 г. На съдебно ниво, възползвайки се от Безумната война, той създава „Cour des interlocutoires“ през 1485 г. и трансформира сезонните сесии на правосъдието на Щатите на Бретан в уседнал парламент във Ван. Обжалванията пред Парижкия парламент, вече силно затруднени, стават почти невъзможни. За да завърши системата, той основава Нантския университет през 1460 г., за да има административен, съдебен и религиозен персонал, обучен в Бретан, а не извън него.
Въпреки позициите си Франсоа II не стига до пълно скъсване с краля на Франция. По-специално, той продължава да му отдава обикновен омаж (1461 г.) за Херцогство Бретан, както и hommage lige (особена форма на омаж, който задължава васала, който го оказва, по-тясно спрямо сюзерена, отколкото обикновеният омаж) за другите му владения в рамките на кралството. Той дори изпраща делегация до Генералните щати на Тур през 1484 г.
Тази скъпа политика на независимост създава трудности в херцогството и той има многобройни конфликти с благородството и буржоазията (аферата Гийом Шовен, анексирането на Графство Пентиевър и др.). Това също има ефект на напрежение във финансите на херцогството и следователно на увеличаване на данъчното облагане, което компрометира икономическото възстановяване, започнало след Стогодишната война, от което кралството се възползва. Участието в злополучни войни като Безумната война срещу кралските армии води до недоволството на голяма част от бретанското благородство.
Херцог Франсоа II, подобно на своите предшественици, носи корона с високи цветчета, сече златни и сребърни монети, облагородява, легитимира, назначава бретански прелати, подпечатва с печата на величието, работи директно с чужди сили. Той добавя заимстването от римското право и френската традиция на концепцията за „оскърблението на величеството“ (престъплението да се говори неуважително към монарха или към неговите индивидуални действия), която вече е използвана по време на отвличането на Жан V. Той се обявява за херцог на Бретан по Божията милост, както неговите предшественици след Жан V. Той по този начин упражнява широка власт над Херцогство Бретан.
Той също така кара Пиер льо Бо да напише история, пропита с легенди за Бретан, където произходът на неговата династия се поставя сред троянците, нещо, което се среща в много френски хронисти – аргумент за оспорване на салическия закон и кралската власт. След това бретонският език е представен като оригиналния език на троянците.

### Вътрешни проблеми
Считан за слаб характер, той не желае да се налага на своите съветници или барони. През 1373 г. Жан IV трябва да отиде в изгнание поради липса на подкрепа от висшите благородници. Този риск от бунт идва преди несигурността на бретанското наследство. Изкушението за престижен брак за наследницата Анна върви ръка за ръка със съюз, с който херцогът иска да избегне дипломатическия и военен натиск от Луи XI . Този защитен съюз може да бъде постигнат с цената на брака на Анна с чуждестранен принц, като по този начин осуетява пресичащите се амбиции на претендентите за това наследство. От друга страна, недоверието на Франсоа II към виконта на Роан, липсата му на афинитет към бретанските лордове, с които не е живял в младостта си, го карат да предпочете съвета на принцовете, чужди на херцогството, като своя първи братовчед херцогът на Орлеан (бъдещият Луи XII), Жан IV дьо Шалон-Арле, принц на Оранж, Ален д'Албре, и също така обикновени бретански буржоа, като Пиер Ланде, мразени от аристокрацията. Недоволството, породено от неговата политика, също има много общо с недоверието на благородниците към Франсоа II и слабата подкрепа, която те му предлагат.

### Криза на наследяването
Липсата на синове предсказва трудности за наследяването и засилва вътрешните разногласия в херцогството. Семейството Роан твърди, че произхожда от древните крале на Бретан, а виконт Жан II дьо Роан, след брака си с втората дъщеря на херцога, вярва, че е в най-добра позиция да получи наследството на Бретан. С подкрепата на маршал Жан IV дьо Рийо и на част от висшата бретанска аристокрация той предлага да ожени най-големите си синове Франсоа и Жан за двете дъщери на Франсоа II. Херцогът обаче отказва. Френският крал Луи XI, след като купува от последната потомка на сем. Пентиевър, графиня Никол дьо Шатийон – съпруга на Жан дьо Брос, нейните предполагаеми права върху херцогството, разчита на този елемент, за да оспори наследяването на Франсоа II от страна на неговите дъщери.

#### Договор от Монтаржи (1484)
Договорът от Монтаржи, подписан на 22 и 28 октомври 1484 г. свидетелства за противопоставянето на херцога на Бретан Франсоа II и кралската власт на дипломатическо ниво. Той е подписан между регентката на Франция Ан дьо Божьо в присъствието на нейния по-малък брат крал Шарл VIII и петима бретански лордове, разбунтували се срещу херцог Франсоа II (и особено срещу неговия министър Пиер Ланде): маршал Жан IV дьо Рийо, принцът на Оранж Жан IV дьо Шалон-Арле (племенник на Франсоа II) и господарите Жан дю Перие, господар на Сурлеак, Пиер дьо Вибланс, господар на Брун, и Жан Льо Бутейе, господар на Мопертюи. Те признават краля на Франция Шарл VIII за наследник на херцога на Бретан Франсоа II, ако последният умре без мъжки наследници, в прилагане на разпоредбите на Първия договор от Геранд (1365 г.). Договорът от Геранд дава короната на Бретан на Дом Монфор като мъже за сметка на Дом Пентиевър. Когато последният мъж от Монфор умира (както е случаят с Анна Бретанска), короната трябва да отиде при Пентиеврите. Въпреки това, от една страна Щатите на Бретан са лишили Пентиевър от правата им върху Бретан след конфискацията им през 1420 г., а от друга страна кралят на Франция Луи XI е изкупил обратно тези права през 1480 г. от графиня Никол дьо Шатийон/Пентиевър.
В Бретан херцог Франсоа II има за свой главен съветник Пиер Ланде – яростен защитник на независимостта на херцогството и враг на „френската партия“. Неговата политика за укрепване на херцогската власт е в ущърб на големите бретански господари, което ги насърчава да заговорничат. Те не желаят да се карат с краля на Франция, защото те в по-голямата си част са притежавани във Франция и се възползват преди всичко от кралската щедрост, която съставлява основния им доход. През октомври 1484 г. те подписват с представителите на регентката Договора от Монтаржи, според който кралят на Франция ще наследи Херцогство Бретан, ако херцогът умре без законен наследник от мъжки пол. Във втори акт, изискван от френското канцлерство, бретанските лордове се заклеват във вярност и служба на краля на Франция.
Малко след това този аристократичен заговор елиминира бретанския буржоа Пиер Ланде, обесен на 19 юли 1485 г., и го заменя с триумвират, съставен от Принца на Оранж, Маршала на Рийо и Господаря на Лескюн. Въпреки това, когато идват на власт, те се връщат към ангажимента на Монтаржи и следват същата политика на независимост като Ланде.
През 1486 г., като предпазна мярка, Франсоа II кара дъщерите си Анна и Изабела да бъдат признати за наследнички на херцогството на Щатите на Бретан, свикани във Ван, включително от страните, подписали Договора от Монтаржи. Но много бретански благородници запазват значителни интереси от френската страна, като те правят по-труден избора в случай на война.

#### Договор от Верже
Когато Франсоа II умира през 1488 г., дипломацията му, армиите му, вътрешната му политика и брачната му политика изглеждат провалени. Въпреки големите усилия да модернизира държавата, той оставя дълбоко разединено херцогство, разрушено от войната и някои части от което ще се опитат да провъзгласят своята независимост (Сен Мало), в ръцете на непълнолетна наследница, която трябва да бъде омъжена от херцогството в съответствие с постановеното от Договора от Верже с Краля на Франция. Договорът от Сабле, известен като „Договор от Верже“, е подписан от Шарл VIII, крал на Франция, и Франсоа II на 19 август 1488 г. Той постановява, че наследницата на херцогството не може да се омъжи без съгласието на краля на Франция.

##### Исторически контекст на договора от Верже
След смъртта на Луи XI Ан дьо Божьо поема регентството на Франция. Големите феодали на Кралство Франция се опитват да се възползват от този период на предполагаема слабост на кралските особи, за да възвърнат прерогативите си. Те се съюзяват с Франсоа II Бретански, който се страхува за независимостта на своето херцогство, както и с Луи II Орлеански (бъдещ Луи XII), и предизвикват Безумната война през 1485 г. През 1487 и 1488 г. две кампании завършват с битката при Сент Обен дю Кормие близо до Рен, на 28 юли, където са убити 6000 бретански войници и 1500 французи, водени от Луи II дьо ла Тремой. Луи Орлеански, който е на страната на Бретан, също е пленен.
На 19 август 1488 г. в Сабле сюр Сарт, недалеч от Анже, е подписан Договорът от Верже. Името идва от мястото, където е изготвен той – Шато дю Верже, собственост на семейство Роан в Сеш сюр льо Лоар (департамент Мен е Лоар). Франсоа II вече е оказал специален омаж на краля на Франция и отново разрешава съдебното обжалване пред Парижкия парламент (прекратено от началото на войната през 1485 г.). Освен това той не може да омъжи дъщеря си без съгласието на Шарл VIII и обещава повече да не използва чужди войски. Четири крепости са оставени на краля като гаранция: Сен Мало, Динан и стратегическите Фужер и Сент Обен дю Кормие. Договорът също така предвижда, че тези четири места ще бъдат окончателно присъединени към кралските владения, ако „херцогът омъжи за споменатите дами без негово съгласие“, което обикновено ги освобождава след смъртта на херцога.
На 9 септември Франсоа II умира след падане от кон. Дъщеря му Анна го наследява и е обещана за жена на Максимилиан I от Свещената Римска империя; церемонията се състоя чрез пълномощник през декември 1490 г. Изправена пред това нарушение на договора, кралската армия се намесва и молба за анулиране на брака е изпратена до папата, който приема. Анна Бретанска отказва всякакъв брак с френски принц и налага своя съюз на краля на Франция.

### Войни
Продължавайки делото на своите предшественици и подобно на херцозите на Бургундия, Франсоа II се опитва да запази независимостта на Херцогство Бретан и демонстрира атрибутите на суверенитет. От 1463 г. той се опитва да сключи съюзи с Бургундия, Англия и великите френски принцове, които се оказват също толкова крехки, колкото Лигата за общественото благо от 1465 г., към която той се присъединява със закъснение и недостатъчно. Въпреки това чрез Договора от Сен Мор от 2 октомври 1429 г. той получава отказа на Луи XI от регалията на бретанските епископства.
През 1468 г. въпреки примирието с Луи XI, Франсоа II влиза във военна кампания с Шарл II дьо Гиен, по-малък брат на Луи XI, бунтовник срещу властта на краля, за завладяването на Нормандия и Поату. Първоначалните им успехи се объркват и от Договора от Ансани (10 септември 1468 г.) с крал Луи XI и всичките им действия са анулирани. Смъртта на съюзниците на Франсоа II го лишава от важна подкрепа: Шарл дьо Гиен, помирил се с по-големия си брат, умира през 1472 г., херцогът на Алансон през 1476 г. и Шарл Дръзки през 1477 г. (донасяйки края на Бургундия). Англичаните, заети с Войната на розите, не могат да се намесят както преди, докато Анжу, Мен и Прованс са интегрирани в кралските владения след смъртта на крал Рене I Добрия и на неговите краткотрайни наследници. Тези изчезвания обръщат баланса на силите и позволяват на краля да поеме инициативата.
При Санлиския договор, сключен на 29 септември 1475 г., и пописан на 9 октомври 1475 г., опитите му за независимост са задържани за известно време (на 16 октомври 1475 г. Луи XI го назначава за генерал-лейтенант на Кралство Франция): Франсоа II се задължава да подкрепя краля на Франция във войните му, няма да може да води война с него и външната му политика ще бъде съобразена с тази на краля. Този договор е потвърден от довогорите от Арас (1482) и Бурж (1485), с толкова малък успех, колкото и предишният.
През 1481 г. Франсоа II предлага дъщеря си и наследница Анна за жена на принц Едуард от Уелс, син на краля на Англия Едуард IV, но силна партия от бретанци се противопоставя на ново английско поглъщане век след войната за бретанското наследство. Смъртта на крал Едуард IV, а след това и на неговия син, който става крал около 1483 г., слага край на тези планове. Многобройните обещания за женитба от неговата наследница формират гръбнака на неговата дипломация и многократните му откази не обезсърчават ухажорите.
Херцогът участва в Безумната война, която завършва зле за него: искането за обща мобилизация е провал; призивът му не само се чува малко, но благородниците, които направиха пътуването, се разпуснаха при първия годеж, резултат от катастрофалната вътрешна политика на Франсоа II, която отчуждава голяма част от бретанското благородство от него. Двете кралски експедиции (през 1487 и 1488 г.) и поражението при Сент Обен дю Кормие през 1488 г. позволяват на регентката на Франция Ан дьо Божьо да изиска принцеса Анна да не се омъжва без съгласието на Франция (Договор от Верже, 1488 г.).
След това херцогът се опитва да уреди своето наследство, като омъжи чрез пълномощник през 1490 г. своята наследница с Максимилиан Хабсбург (бъдещ император на Свещената Римска империя като Максимилиан I) без съгласието на краля на Франция (т.е. противно на условията на Договора от Верже). Кралят на Франция се противопоставя на това, като анулира брака на следващата година, за да се ожени сам той за херцогинята и да завладее Бретан, което води до нов бунт на бретанските лордове и духовенство и до брутална военна кампания след смъртта му.

### Смърт
Два месеца след ужасното си поражение Франсоа II умира от падане от коня си и оставя Херцогство Бретан потънало в дългове, заложено на карта във Френско-бретанската война (1489 – 1491), която го опустошава. Дъщеря му Анна Бретанска е ключът към амбициите на членовете на неговия антураж като Ан дьо Божьо, дъщеря на Луи XI и регентка на Франция. Тя пенсионира максимум бретанци и си спечелва истински верни на нея, включително Шовен, Рийо и Луи II дьо Тремой, така че Херцогство Бретан вече не представлява заплаха за кралството.
Преди да умре, херцогът на Бретан прави Маршал дьо Рийо настойник на двете му дъщери Анна и Изабела, като обаче заявява, че те ще останат под грижите на вдовстващата графиня на Лавал, която той преди това е поставил при тях. Анна Бретанска става законна наследница на херцогството, призната от Щатите на Бретан.

## Брак и потомство
Жени се два пъти:
∞ 1. 13 или 16 ноември 1455 във Ван за Маргьорит от Бретан (* ок. 1443, † 25 септември 1469, Нант), дъщеря на Франсоа I, херцог на Бретан, и Изабела Стюарт, принцеса на Шотландия, от която има един син:
- Жан Бретански (* 29 юни 1463, † 25 август 1463), граф на Монфор-л'Амори

∞ 2. 27 юни 1471 в Клисон за Маргьорит дьо Фоа (* пр. 1458, † 15 май 1486, Нант), дъщеря на Гастон IV, граф на Фоа, и Елеонора Наварска, кралица на Навара, от която има две дъщери:
- Анна Бретанска (* 1477, † 1514), херцогиня на Бретан, графиня на Монфор и на Етамп, кралица на Франция (6 декември 1491 – 7 април 1498 и 8 януари 1499 – 9 януари 1514) чрез браковете си с Шарл VIII и Луи II
- Изабела Бретанска (* 1478 или 1481, † 29 август 1490)

От Антоанета дьо Мениеле (* ок. 1430, † 5 ноември 1470), бивша метреса на краля на Франция Шарл VII, виконтеса на Ла Герш, има пет извънбрачни деца, отгледани в бретанския двор:
- Франсоа I д’Авогур (* 1462, † 1510), генерален лейтенант на Бретан, граф на Вертю и на Goëlo, барон на Авогур, 1-ви барон на Бретан, господар на Клисон, Шателодрен, Ланволон и Пемпол; узаконен; родоначалник на клон Втори дом Авогур на графовете на Goëlo, изчезнал през XVIII век„ ∞ 1492 или пр. 1491 за Мадлен дьо Брос († 1512), дъщеря на Жан III, граф на Пентиевър, от която има четири деца
- Антоан (* 1463, † 1481), барон на Авогур, господар на Шатофремон и на Едè
- Франсоаза (* / †1465)
- Франсоа (* / † 1466)
- Франсоаза (* 1473, † ок. 1498), част от свитата на полусестра ѝ Анна.